# Margot Benacerraf

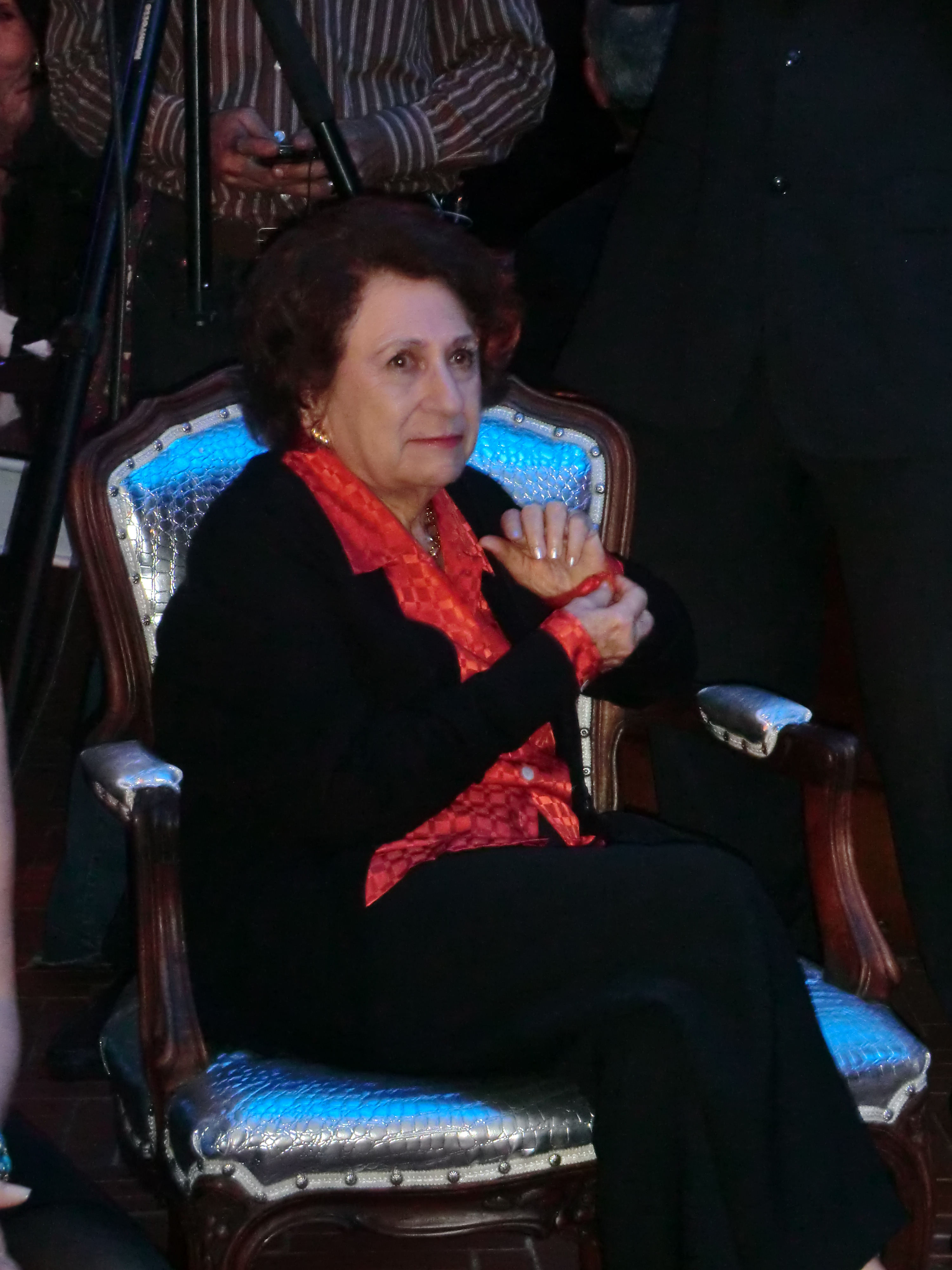
Margot Benacerraf (2012)

Margot Benacerraf (* 14. August 1926 in Caracas, Venezuela; † 29. Mai 2024) war eine französisch-venezolanische Filmregisseurin. 

## Leben
Benacerraf studierte in Paris Film- und Theaterwissenschaften. Sie wurde vom italienischen Neorealismus beeinflusst. In diesem Stil ist auch ihr Hauptwerk Araya (1959) gedreht. Araya schildert das Leben der Salinenarbeiter auf der venezolanischen Halbinsel Araya. Der Film gewann den Kritikerpreis bei den Internationalen Filmfestspielen von Cannes 1959 und war damit der erste venezolanische Film, der einen internationalen Filmpreis erringen konnte.
Margot Benacerraf verstarb am 29. Mai 2024 im Alter von 97 Jahren.

## Filmografie
- 1952: Reveron
- 1959: Araya